# Jelcz 120MM/1
Jelcz 120MM/1 – autobus miejski, produkowany w latach 1993–1998 przez polską firmę Jelcz.

## Historia modelu
Jest to kolejna odmiana rodziny 120M. Pojazd ten wyposażony został w spełniający normę czystości spalin Euro-1 niemiecki silnik MAN D0826LUH05 o mocy maksymalnej 169 kW (230 KM) oraz 3- lub 4-biegową automatyczną skrzynię biegów. Z przodu stosowano oś Jelcz NZ6A1, zaś z tyłu oś Jelcz MT 1032.A.
Poza zastosowaną jednostką napędową oraz skrzynią biegów model ten nie różni się zastosowanymi rozwiązaniami technicznymi od innych wozów tej serii.
W 1998 roku zaprezentowany został Jelcz 120MM/2, który był bezpośrednim następcą modelu 120MM/1.